# 興寧
興寧（こうねい）は、東晋の哀帝司馬丕の治世に行われた2番目の年号。
363年 - 365年。

## 出来事
- 興寧元年
  - 2月19日：「興寧」と改元。
  - 5月：桓温に侍中・大司馬・都督中外諸軍事・録尚書事を加えてやる。
- 興寧2年
  - 3月1日：庚戌の土断が施行される。
  - 8月：洛陽を前燕に奪われる。
- 興寧3年
  - 2月22日：哀帝崩御。廃帝司馬奕が即位。
  - 10月：梁州刺史の司馬勲が反乱。

## 西暦・干支との対照表
| 興寧 | 元年  | 2年   | 3年   |
| 西暦 | 363年 | 364年 | 365年 |
| 干支 | 癸亥  | 甲子  | 乙丑  |

## 他元号との対照表
| 興寧 | 元年   | 2年    | 3年    |
| 代   | 建国26 | 建国27 | 建国28 |
| 前涼 | 升平7  | 升平8  | 升平9  |
| 前秦 | 甘露5  | 甘露6  | 建元元 |
| 前燕 | 建熙4  | 建熙5  | 建熙6  |